# Reserva ornitológica de Azuqueca de Henares

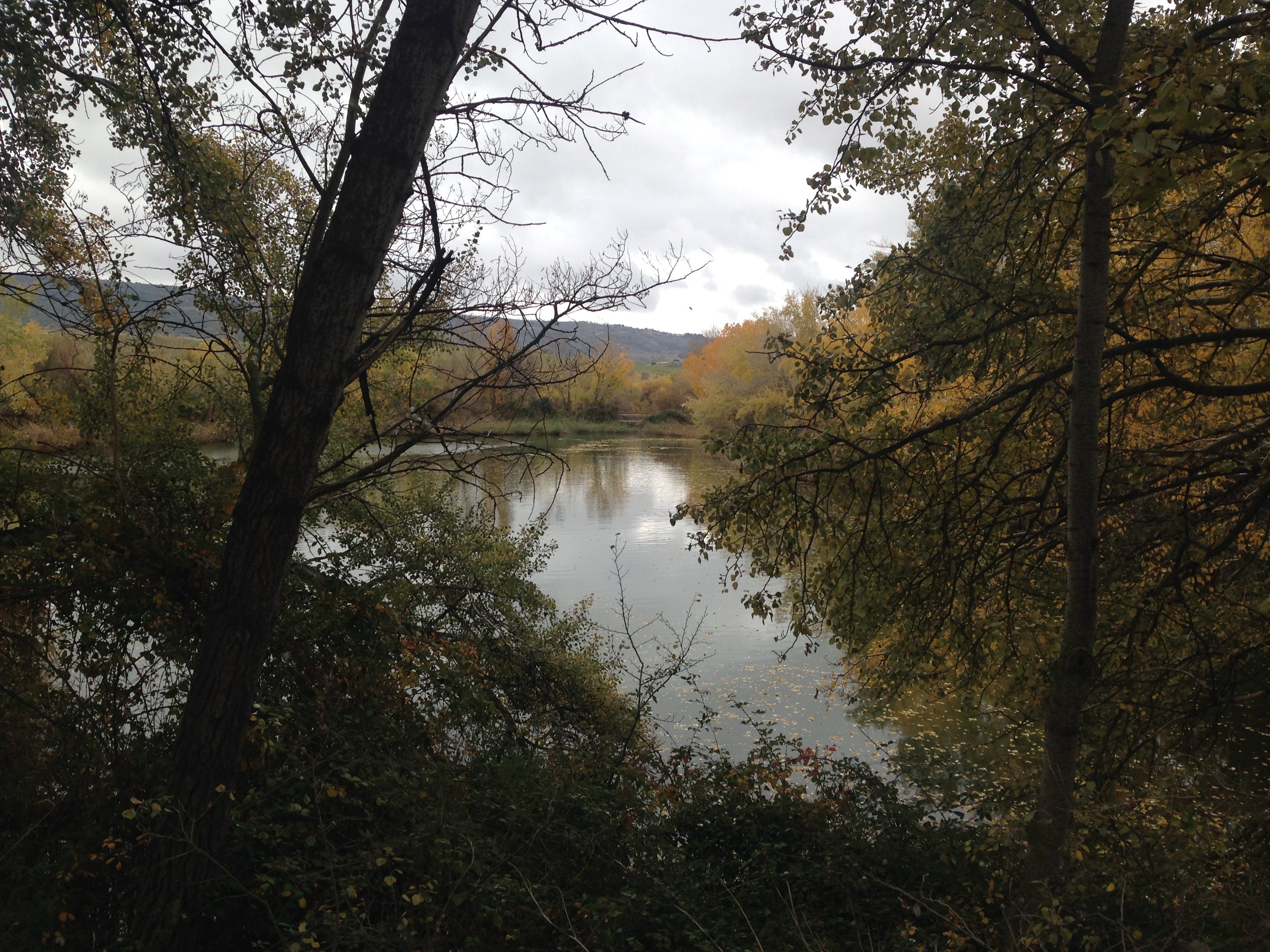
Vista de una de sus lagunas en otoño.

La reserva ornitológica de Azuqueca de Henares es un humedal y refugio de animales situado en el municipio de Azuqueca de Henares, en la provincia de Guadalajara. La reserva se encuentra junto al río Henares, y es de fácil acceso al estar situada a escasos metros de la A-2. 

## Descripción
La reserva ornitológica cuenta con un área de diez hectáreas. Destacan las cuatro lagunas, que en su conjunto ocupan un área total de seis hectáreas. Tales lagunas son artificiales y funcionaron como depuradoras municipales del municipio desde el año 1988 hasta 2003. La reserva acoge un arboreto con especies tales como tarays, alisos, fresnos, álamos, sauces y olmos. Es también un importante área de descanso para aves migratorias, y se han identificado como tal más de doscientas especies. También se ponen en marcha programas de recuperación de especies.
Fue declarada en 2004 como Refugio de Fauna y Zona Sensible de Protección Concertada por la Junta de Comunidades de Castilla-La Mancha. Además, forma parte del Inventario Español de Zonas Húmedas (IEZH).
Para dar a conocer la reserva, el Ayuntamiento de Azuqueca de Henares elaboró un documental llamado Un oasis cercano, que fue premiado por el Festival Internacional de Cine Ornitológico de Ménigoute en Francia.